# Vražda Lee Rigbyho

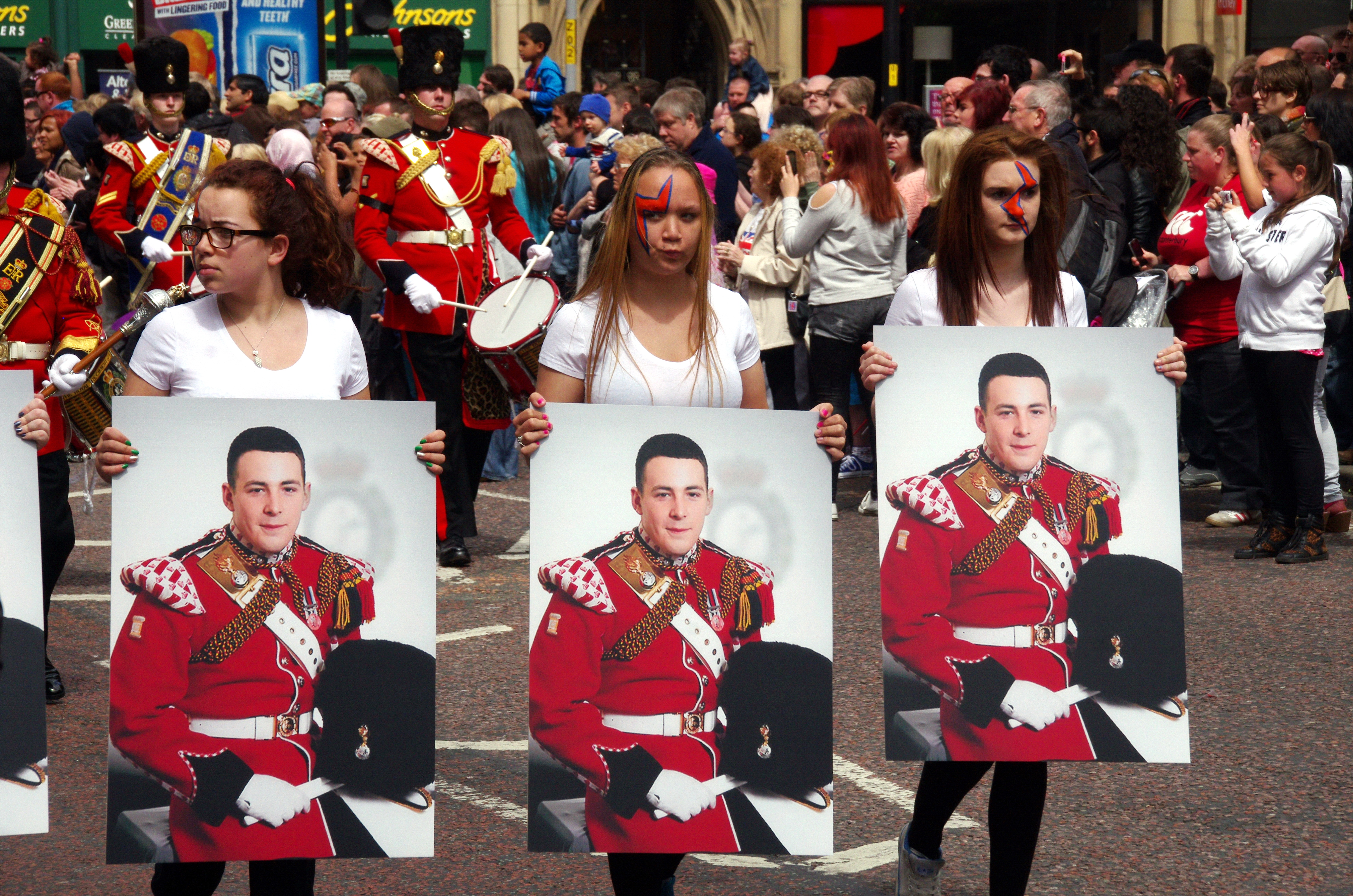
Zavražděný Lee Rigby

Vražda Lee Rigbyho se stala v Londýně dne 22. května 2013. Dva muslimští konvertité nigerijského původu zde za bílého dne přímo na ulici k smrti ubodali Lee Rigbyho, britského vojáka.
Pachatelé Michael Adebolajo a Michael Adebowale, pochází z Nigérie a jsou křesťanskými konvertity k islámu. V prosinci 2013 byli tito pachatelé shledáni vinnými z vraždy a v únoru 2014 byli oba odsouzeni k trestu odnětí svobody na doživotí.